# Federazione di baseball dell'Uzbekistan
La Federazione uzbeka di baseball (eng. Uzbekistan Baseball Federation) è un'organizzazione fondata per governare la pratica del baseball in Uzbekistan.
Organizza il campionato di baseball uzbeko, e pone sotto la propria egida la nazionale maschile.